# Naslavcea
Naslavcea (russisch Наславча Naslawtscha) ist ein Dorf im Rajon Ocnița. Er ist der nördlichste Punkt in Moldawien. Das Dorf hatte 2014 782 Einwohner.

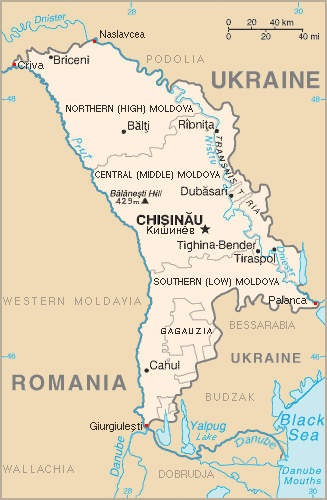
Moldawien mit seinem nördlichsten (Naslavcea), östlichsten (Palanca), südlichsten (Giurgiulești) und westlichen (Criva) Punkt in Rot.

## Geschichte
Nach den Daten der ethnographischen Expedition von 1869 bis 1870 unter der Leitung von Pawlo Tschubynskyj war das Dorf hauptsächlich von Ukrainern bewohnt.
Als Russland am 31. Oktober 2022, während des Russischen Überfalls auf die Ukraine 2022, Raketenangriffe in der gesamten Ukraine durchführte, schoss die ukrainische Luftverteidigung eine russische Rakete ab, die dann in Naslavcea einschlug. Es gab keine Verletzten, aber die Fenster einiger Wohnhäuser im Dorf wurden zersplittert.